# Palagio dei Corbinelli
Il Palagio dei Corbinelli si trova in via Martellini 12 in zona Galluzzo, a Firenze.

## Storia
Si tratta di un voluminoso edificio della fine del Trecento, creato per la famiglia Corbinelli in una zona dove possedevano numerosi poderi, i quali arrivavano fino a Pozzolatico. La famiglia ne restò proprietaria fino al 1696, quando si estinse, passando ai Suarez de la Concha, ai Pauer, ai Ceva di Noceto e ai Baldacci. Alla fine dell'Ottocento fu acquistato dal canonico Antonio Fossi, che vi stabilì un istituto per la rieducazione delle giovinette che, alla morte del sacerdote, passò alle monache di San Silvestro. In seguito fu diviso in appartamenti e più recentemente è stato riunito nella proprietà degli Artigianelli. A partire dal 2014 la struttura è stata soggetta ad un complesso intervento di recupero edilizio condotto con la supervisione della Soprintendenza Archeologia, Belle Arti e Paesaggio della città metropolitana di Firenze. Dal 2017 ospita un complesso residenziale ed alcune unità ad uso turistico.

## Architettura
L'edificio è una tipica costruzione rustica della campagna toscana che, nonostante un certo degrado soprattutto nella parte retrostante, mantiene il carattere massiccio e difensivo caratteristico del medioevo. Il complesso ha una forma a "U", con due ali che si allungano sul retro, a formare una sorta di cortile interno. Sulla strada le finestre sono profilate da semplici cornici in pietra serena e vi si trova anche un tabernacolo con una Deposizione della Croce affrescata, attribuito da Guido Carocci a Cosimo Rosselli o la sua bottega, altri hanno ipotizzato la scuola del Ghirlandaio. Recentemente in occasione della ristrutturazione del complesso edilizio il tabernacolo è stato sottoposto ad un attento restauro Archiviato il 30 marzo 2019 in Internet Archive. condotto sotto la supervisione del CNR.